# 陶武县
陶武县，中国旧县名。
晋绥抗日根据地设。1940年由绥远省陶林、武川两县（今属内蒙古自治区）析置。以两县首字为名。1945年抗日战争胜利后撤销，仍归各县。 